# Hélène Langevin
Hélène Langevin (ur. 25 maja 1909 w Fontenay-aux-Roses, zm. 16 stycznia 1995 w Sens) – francuska polityk, działaczka antyfaszystowska i uczestniczka francuskiego ruchu oporu. Córka Paula Langevina i Jeanne Desfosses.

## Działalność antyfaszystowska
Od 1929 żona fizyka Jacques’a Solomona, zaangażowała się w latach 30. w walkę z narodowym socjalizmem i skrajną prawicą w ramach Światowego komitetu kobiet przeciwko faszyzmowi. Natychmiast po agresji niemieckiej na Francję w 1940 przyłączyła się do ruchu oporu. Kolportowała przede wszystkim nielegalną prasę. Aresztowana razem z mężem w 1941 została uwięziona w forcie Romainville, a następnie dołączona do konwoju 230 kobiet wysyłanych do niemieckiego obozu koncentracyjnego Auschwitz-Birkenau. Większość z nich była aktywnymi działaczkami podziemnymi, m.in. Simone Sampaix, Charlotte Delbo, Danielle Casanova i Marie-Claude Vaillant-Couturier. Langevin spisała swoje wspomnienia z transportu.

## Po wojnie
Po zakończeniu działań wojennych i powrocie do Francji wstąpiła do Francuskiej Partii Komunistycznej i została, jako jedna z 33 kobiet, wybrana do parlamentu w październiku 1945. Zasiadała we francuskiej Konstytuancie opracowującej nową ustawę zasadniczą. Musiała jednak przedwcześnie wycofać się z wielkiej polityki ze względu na nadwątlone pobytem w obozie zdrowie. Od 1948 pracowała jako bibliotekarka. W 1958 po raz drugi wzięła ślub z André Parreaux. Miała jedną córkę, Michèle Norel.